# Ґінан

35°23′23″ пн. ш. 136°46′58″ сх. д. / 35.38972° пн. ш. 136.78278° сх. д.
Ґіна́н (яп. 岐南町, ぎなんちょう, МФА: [gʲinaɴ t͡ɕoː]) — містечко в Японії, в повіті Хасіма префектури Ґіфу. Станом на 1 квітня 2009 площа містечка становила 7,90 км². Станом на 1 липня 2011 населення містечка становило 23 848 осіб.